# Ujitawara (Kioto)
Ujitawara (宇治田原町 Ujitawara-chō?) es un pueblo localizado en la prefectura de Kioto, Japón. En junio de 2019 tenía una población de 8.918 habitantes y una densidad de población de 153 personas por km². Su área total es de 58,16 km².

## Geografía

### Localidades circundantes
- Prefectura de Kioto
  - Uji
  - Jōyō
  - Ide
  - Wazuka
- Prefectura de Shiga
  - Ōtsu
  - Kōka

## Demografía
Según datos del censo japonés, la población de Ujitawara se ha mantenido estable en los últimos años.
| Año del censo | Población |
| ------------- | --------- |
| 1995          | 9.122     |
| 2000          | 9.840     |
| 2005          | 10.060    |
| 2010          | 9.711     |
| 2015          | 9.319     |